# Mangora hemicraera
Mangora hemicraera är en spindelart som först beskrevs av Tord Tamerlan Teodor Thorell 1890.  Mangora hemicraera ingår i släktet Mangora och familjen hjulspindlar. Inga underarter finns listade i Catalogue of Life.